# Austin Poganski
Austin Poganski, född 16 februari 1996, är en amerikansk professionell ishockeyforward som är kontrakterad till St. Louis Blues i National Hockey League (NHL) och spelar för San Antonio Rampage i American Hockey League (AHL). Han har tidigare spelat för Tulsa Oilers i ECHL; North Dakota Varsity Athletics/Fighting Hawks i National Collegiate Athletic Association (NCAA) och Tri-City Storm i United States Hockey League (USHL).
Poganski draftades av St. Louis Blues i fjärde rundan i 2014 års draft som 110:e spelare totalt.

## Statistik
| 2010–2011   | St. Cloud Cathedral Crusaders  |             | 25  | 22 | 13 | 35 | 6  | 2 | 0  | 3 | 3  | 0 |
| 2011–2012   | St. Cloud Cathedral Crusaders  |             | 25  | 22 | 27 | 49 | 6  | 2 | 2  | 1 | 3  | 0 |
| 2012–2013   | St. Cloud Cathedral Crusaders  |             | 23  | 25 | 22 | 47 | 14 | 3 | 10 | 9 | 19 | 2 |
|             | Team Great Plains              |             | 19  | 8  | 12 | 20 | 6  | 3 | 2  | 2 | 4  | 0 |
|             | Tri-City Storm                 | USHL        | 2   | 1  | 1  | 2  | 0  | — | —  | — | —  | — |
|             | U.S. National U17 Team         |             | 11  | 7  | 0  | 7  | 2  | — | —  | — | —  | — |
| 2013–2014   | Tri-City Storm                 | USHL        | 55  | 19 | 12 | 31 | 67 | — | —  | — | —  | — |
| 2014–2015   | North Dakota Varsity Athletics | NCAA        | 38  | 4  | 10 | 14 | 19 | — | —  | — | —  | — |
| 2015–2016   | North Dakota Fighting Hawks    | NCAA        | 44  | 10 | 15 | 25 | 18 | — | —  | — | —  | — |
| 2016–2017   | North Dakota Fighting Hawks    | NCAA        | 40  | 12 | 13 | 25 | 45 | — | —  | — | —  | — |
| 2017–2018   | North Dakota Fighting Hawks    | NCAA        | 40  | 11 | 9  | 20 | 16 | — | —  | — | —  | — |
|             | San Antonio Rampage            | AHL         | 4   | 1  | 1  | 2  | 0  | — | —  | — | —  | — |
| 2018–2019   | San Antonio Rampage            | AHL         | 59  | 9  | 22 | 31 | 12 | — | —  | — | —  | — |
|             | Tulsa Oilers                   | ECHL        | 3   | 2  | 1  | 3  | 0  | — | —  | — | —  | — |
| 2019–2020   | St. Louis Blues                | NHL         | 1   | 0  | 0  | 0  | 0  | — | —  | — | —  | — |
|             | San Antonio Rampage            | AHL         | 22  | 2  | 11 | 13 | 6  | — | —  | — | —  | — |
| NHL totalt  | NHL totalt                     | NHL totalt  | 1   | 0  | 0  | 0  | 0  | — | —  | — | —  | — |
| AHL totalt  | AHL totalt                     | AHL totalt  | 85  | 12 | 34 | 46 | 18 | — | —  | — | —  | — |
| NCAA totalt | NCAA totalt                    | NCAA totalt | 162 | 37 | 47 | 84 | 98 | — | —  | — | —  | — |
| USHL totalt | USHL totalt                    | USHL totalt | 57  | 20 | 13 | 33 | 57 | — | —  | — | —  | — |

### Internationellt
| Källa: Uppdaterad: 2019-12-11 | Källa: Uppdaterad: 2019-12-11 | Källa: Uppdaterad: 2019-12-11 |         | Utv = Utvisningsminuter | Utv = Utvisningsminuter | Utv = Utvisningsminuter | Utv = Utvisningsminuter | Utv = Utvisningsminuter |
| År                            | Lag                           | Mästerskap                    | Matcher | Mål                     | Assists                 | Poäng                   | Utv                     |                         |
| ----------------------------- | ----------------------------- | ----------------------------- | ------- | ----------------------- | ----------------------- | ----------------------- | ----------------------- | ----------------------- |
| 2013                          | USA                           | Ivan Hlinka                   | 5       | 0                       | 2                       | 2                       | 4                       |                         |
| Junior totalt                 | Junior totalt                 | Junior totalt                 | 5       | 0                       | 2                       | 2                       | 4                       |                         |